# Sellia Marina
Sellia Marina ist eine italienische Gemeinde mit 7702 Einwohnern (Stand 31. Dezember 2023) in der Provinz Catanzaro, Region Kalabrien.
Das Gebiet der Gemeinde liegt auf einer Höhe von 82 m über dem Meeresspiegel und umfasst eine Fläche von 40,9 km². Die Nachbargemeinden sind Cropani, Sersale, Simeri Crichi, Soveria Simeri und Zagarise. Sellia Marina liegt 21 km östlich von Catanzaro.
In Sellia Marina befand sich bis in die 1990er Jahre ein LORAN-C-Sender.